# PLAZA Design by Utzon
|  | Fremtidig bygning Denne artikel omhandler en bygning, der er under opførelse. Det er derfor muligt, at indholdet er af spekulativ natur, og ligeledes, at indholdet kan ændre sig markant efterhånden som flere oplysninger bliver tilgængelige. |

PLAZA Design by Utzon er et byggeprojekt på Strandvejen i Aalborg, som forventes klar til indflytning i 2014. PLAZA ligger på et hjørne af Strandvejen og Tolboldgade, som er en del af Aalborgs havnefront tættest på Limfjordsbroen, der forbinder Aalborg og bydelen Nørresundby. Byggeriet er baseret på et designoplæg af Kim Utzon, der også har tegnet Utzon Center og Bikuben Kollegiet på Aalborgs havnefront. Kim Utzons designoplæg er blevet arbejdet videre på af Arkitektfirmaet Kjær & Richter.

## Dispotion
Bygningen er opdelt i et øst- og vesttårn. Østtårnet mod Limfjordsbroen kommer til at indeholde erhverslokaler. I vesttårnet på 10 etager vil der være eksklusive lejligheder. Under tårnene findes flere erhverslokaler og parkering til bygnings benyttere.